# Penamacor (freguesia)
Penamacor es una freguesia portuguesa del concelho de Penamacor, con 373,33 km² de superficie y 1577 habitantes (2011). Su densidad de población es de 4,6 hab/km².